# Walter Ahlström
 (décembre 2018).
Si vous disposez d'ouvrages ou d'articles de référence ou si vous connaissez des sites web de qualité traitant du thème abordé ici, merci de compléter l'article en donnant les références utiles à sa vérifiabilité et en les liant à la section « Notes et références ».
Antti Walter Ahlström (né le 22 mai 1875 à Noormarkku, une ancienne municipalité de la région du Satakunta, aujourd'hui dans la grande banlieue de Pori, la capitale régionale, dans la province de Finlande occidentale, au sud-ouest de la Finlande et mort le 18 décembre dans la même ville) est un industriel finlandais, président-directeur général de la compagnie Ahlstrom, spécialisée dans les fibres et papiers spéciaux,,. Il a reçu le titre honorifique de conseiller des mines.

## Biographie
Antti Walter Ahlström est le père de  Maire Gullichsen.